# Eleições europeias de 2024 (Irlanda)
As eleições europeias de 2024 na Irlanda foram realizadas a 7 de junho e serviram para eleger os 14 deputados nacionais para o Parlamento Europeu durante as eleições europeias. Estas eleições foram realizadas ao mesmo tempo que as eleições locais.
O Fine Gael e o Fianna Fáil tiveram um resultado a rondar os 21%, com uma ligeira vantagem para o Fine Gael e com ambos os partidos a conseguiram 4 deputados cada.
O Sinn Féin teve um resultado desapontante ao conseguir pouco mais de 11%, quando as sondagens previam uma vitória do partido.
Destaque para os 14% dos votos conseguidos pelos diversos candidatos independentes, pelo regresso do Partido Trabalhista ao Parlamento Europeu e pela conquista de 1 eurodeputado pela Irlanda Independente, partido próximo dos Reformistas e Conservadores Europeus.

## Representação parlamentar 2019-2024
A tabela mostra os deputados de acordo com a última informação do Parlamento Europeu:
| Partido Nacional | Partido Nacional              | Deputados | Grupo parlamentar | Grupo parlamentar                                 |
| ---------------- | ----------------------------- | --------- | ----------------- | ------------------------------------------------- |
|                  | Fine Gael                     | 5 / 13    |                   | Grupo do Partido Popular Europeu                  |
|                  | Fianna Fáil                   | 2 / 13    |                   | Renovar a Europa                                  |
|                  | Partido Verde                 | 2 / 13    |                   | Verdes/Aliança Livre Europeia                     |
|                  | Independentes pela Mudança    | 2 / 13    |                   | Esquerda Unitária Europeia/Esquerda Nórdica Verde |
|                  | Sinn Féin                     | 1 / 13    |                   | Esquerda Unitária Europeia/Esquerda Nórdica Verde |
|                  | Chris MacManus (Independente) | 1 / 13    |                   | Esquerda Unitária Europeia/Esquerda Nórdica Verde |

| Grupo parlamentar | Grupo parlamentar                                 | Deputados |
| ----------------- | ------------------------------------------------- | --------- |
|                   | Grupo do Partido Popular Europeu                  | 5 / 13    |
|                   | Esquerda Unitária Europeia/Esquerda Nórdica Verde | 4 / 13    |
|                   | Renovar a Europa                                  | 2 / 13    |
|                   | Verdes/Aliança Livre Europeia                     | 2 / 13    |

## Resultados Oficiais
| Partido Nacional        | Partido Nacional                       | Votos     | %               | +/-   | Deputados | +/-     |
| ----------------------- | -------------------------------------- | --------- | --------------- | ----- | --------- | ------- |
|                         | Fine Gael                              | 362 766   | 20,79 / 100,00  | 8,80  | 4 / 14    | Estável |
|                         | Fianna Fáil                            | 356 794   | 20,44 / 100,00  | 3,89  | 4 / 14    | 3       |
|                         | Sinn Féin                              | 194 403   | 11,14 / 100,00  | 0,54  | 2 / 14    | 1       |
|                         | Irlanda Independente                   | 108 685   | 6,23 / 100,00   | Novo  | 1 / 14    | Novo    |
|                         | Partido Verde                          | 93 575    | 5,36 / 100,00   | 6,01  | 0 / 14    | 2       |
|                         | Independentes pela Mudança             | 79 658    | 4,58 / 100,00   | 2,81  | 0 / 14    | 2       |
|                         | Aontú                                  | 65 559    | 3,76 / 100,00   | Novo  | 0 / 14    | Novo    |
|                         | Partido Trabalhista                    | 58 975    | 3,38 / 100,00   | 0,24  | 1 / 14    | 1       |
|                         | Social-Democratas                      | 51 571    | 2,95 / 100,00   | 1,74  | 0 / 14    | Estável |
|                         | Irlanda Primeiro                       | 32 667    | 1,87 / 100,00   | Novo  | 0 / 14    | Novo    |
|                         | Solidariedade - Pessoas Antes do Lucro | 31 802    | 1,82 / 100,00   | 0,49  | 0 / 14    | Estável |
|                         | Partido pela Liberdade Irlandesa       | 29 709    | 1,70 / 100,00   | Novo  | 0 / 14    | Novo    |
|                         | Outros (com menos de 1,00%)            | 35 205    | 2,02 / 100,00   |       | 0 / 14    |         |
|                         | Candidatos Independentes               | 243 861   | 13,97 / 100,00  | 1,73  | 2 / 14    | 1       |
| Votos Inválidos         | Votos Inválidos                        | 54 996    | 3,06 / 100,00   | 1,16  |           |         |
| Total                   | Total                                  | 1 800 226 | 100,00 / 100,00 |       | 14 / 14   | 3       |
| Eleitorado/Participação | Eleitorado/Participação                | 3 554 450 | 50,65 / 100,00  | 0,97  |           |         |
| Fonte                   | Fonte                                  | [ 7 ]     | [ 7 ]           | [ 7 ] | [ 7 ]     | [ 7 ]   |

## Representação parlamentar (2024-2029)

### Partidos nacionais
| Partido Nacional | Partido Nacional                    | Deputados | Grupo parlamentar | Grupo parlamentar                                 |
| ---------------- | ----------------------------------- | --------- | ----------------- | ------------------------------------------------- |
|                  | Fine Gael                           | 4 / 14    |                   | Grupo do Partido Popular Europeu                  |
|                  | Fianna Fáil                         | 4 / 14    |                   | Renovar a Europa                                  |
|                  | Sinn Féin                           | 2 / 14    |                   | A Esquerda no Parlamento Europeu - GUE/NGL        |
|                  | Irlanda Independente                | 1 / 14    |                   | Renovar a Europa                                  |
|                  | Partido Trabalhista                 | 1 / 14    |                   | Aliança Progressista dos Socialistas e Democratas |
|                  | Luke 'Ming' Flanagan (Independente) | 1 / 14    |                   | A Esquerda no Parlamento Europeu - GUE/NGL        |
|                  | Michael McNamara (Independente)     | 1 / 14    |                   | Renovar a Europa                                  |

### Grupos parlamentares
| Grupo parlamentar | Grupo parlamentar                                 | Deputados |
| ----------------- | ------------------------------------------------- | --------- |
|                   | Renovar a Europa                                  | 6 / 14    |
|                   | Grupo do Partido Popular Europeu                  | 4 / 14    |
|                   | A Esquerda no Parlamento Europeu - GUE/NGL        | 3 / 14    |
|                   | Aliança Progressista dos Socialistas e Democratas | 1 / 14    |